# Roby Rossini
Roby Rossini, pseudonimo di Roberto Paesani (Roma, 13 luglio 1973), è un cantautore e musicista italiano.

## Biografia
È noto soprattutto come uno fra gli artisti di riferimento del genere italodance degli anni 2000.
Tra le sue principali influenze musicali vi sono gruppi come Depeche Mode, Alphaville, Pet Shop Boys, Tears for Fears e cantautori italiani come Luca Carboni, Franco Battiato, Antonello Venditti e Jovanotti.
Nel 1984 inizia a dedicarsi allo studio del canto e dizione presso la corale di Cinecittà a Roma.
Nel 1988 partecipa al Festival degli sconosciuti di Ariccia organizzato da Teddy Reno e Rita Pavone.
Dal 1989 al 1992 si dedica allo studio dei suoni synthpop.
Nel 1993 partecipa alle selezioni del Festival di Castrocaro  e al Festival delle nuove voci di Montecatini Terme.
Nel 1994 canta alle selezioni per il festival di Sanremo arrivando alle prefinali.

### I primi passi nella dance music
Nel 1992 collabora in qualità di vocalist e deejay in numerosi locali della Capitale.
Nel 1995 sulle reti Mediaset partecipa alla kermesse  “30 ore per la vita” durante la quale si esibisce con "Loverboy", un suo brano inedito scelto come sigla della diretta dance dalla discoteca Ecu di Rimini.
Dal 1996 al 2001 è vocalist resident nelle discoteche di Roma e del Lazio .  Lavora inoltre come vee-jay televisivo, partecipando alle trasmissioni  "Pub & disco " e "Night & Disco", in onda nel Lazio su Televita e Gbr e in diffusione nazionale sulla rete satellitare Stream TV poi confluita in Sky.
Dal 2001 al 2004 conduce presso l'emittente romana Radio Centro Suono  un programma radiofonico di cui è anche autore, VVD - Voglio Vederti Danzare.
Dal 2012 al 2014 è autore e conduttore su Radio Manà Manà del programma Superdeejay Manà.

### Il periodo italodance
Dal 2003 inizia la sua carriera discografica solista. 
Grazie all'incontro con Andrea Prezioso, Giorgio Prezioso e Marvin ha l'opportunità di lavorare con la loro appena nata etichetta Propaganda records in collaborazione con la Time Records di Brescia.
Nello stesso anno pubblica una sua reinterpretazione in chiave italodance del brano "Tanz bambolina" di Alberto Camerini.
In Italia la canzone viene trasmessa da quasi tutte le emittenti radiofoniche italiane entrando, nel mese di Febbraio, nelle classifiche dance internazionali  e nella hit parade italiane  tra le quali la Deejay parade di Radio Deejay condotta da Albertino dove si attesta alla prima posizione.
Subito dopo partecipa alla kermesse Sanremo Star festival e a Marzo è tra gli ospiti musicali nella trasmissione televisiva Cd live in onda su Rai 2.
Ad aprile si esibisce in diretta satellitare su Sky per il programma Tok in onda su Disney Channel.
Partecipa successivamente con Gatto Panceri e Max De Angelis  alla manifestazione Music Marathon come testimonial contro la pirateria musicale.
A giugno fa il suo ingresso nelle classifiche il suo secondo singolo Rendez vous ,un brano dove Roby mette in risalto immaginari rapporti tra più persone che si possono creare nel mondo di internet. Il brano partecipa al Girofestival in onda su Rai3.
In ottobre esce il suo terzo singolo "The Castle" in cui per la prima volta canta un suo testo in lingua inglese.
Inizia la sua collaborazione con M2O per la quale realizza diversi mixati per la trasmissione "Tribe".
Nel 2005 propone il suo quarto singolo "Future Mind" con l'etichetta Melodica records.
Nel 2006 esce "Arcobaleno" su Universal, brano composto e realizzato insieme all'amico Danijay.
A dicembre partecipa come ospite nel programma Stelle e note di Natale, in onda su Rai due, dove si esibisce in un duetto con Alberto Camerini.
Scrive e produce su etichetta Do it Yourself il singolo "Paris by night" per Amanda Lear, brano che viene inserito nel suo "the best of" ufficiale e che ottiene un grande successo commerciale.

### Pioggia nucleare
Nell'estate del 2009 Roby si riaffaccia sul mercato discografico con il brano "Ridere e volare". Arrangiamenti elettropop uniti a melodie molto cantabili sono le caratteristiche principali di questo nuovo progetto affiancato da un bellissimo videoclip.
Il brano dà la scintilla a un progetto più ampio e definito che culmina nella pubblicazione dell'album  "Pioggia Nucleare", un ep di 5 brani dove Roby scrive tutti i testi e le musiche affidando la produzione artistica a professionisti lontani dall'ambiente dance tra i quali i Velvet.
Ne esce un crossover estremamente attuale che strizza l'occhio al synth pop degli anni ottanta.

### 2012 -2014
Nel 2012 esce "Explode" feat Beatgeil per l'etichetta Dance and Love di Gabry Ponte. Il brano diventa colonna sonora dello spot di una campagna pubblicitaria ufficiale di Mc Donald's in Germania.
Nel settembre 2014 esce "Enjoy the Night" feat Dj Panico su Do Not Records, etichetta gestita da Pippo Palmieri e DJ Spyne de lo Zoo di 105.
Contemporaneamente collabora con il deejay Mario Fargetta Get Far, con la quale firma e produce il primo singolo dei Motorik Beat "A Different World" .
Nell'estate 2015 sempre con i Motorik Beat pubblica il brano  "Miracles Of Life" uscito sulla storica etichetta New Music International.

### 2015 -2023
A giugno 2015 pubblica il singolo “Pupa” su Soter Label, etichetta indipendente fautrice del tributo ai 40 anni di Ivan Cattaneo.
La cover è inserita nella raccolta ufficiale in doppio cd “Un tipo atipico” e si piazza ai vertici della classifica di vendite di Amazon.
Ad Aprile 2018 annuncia l'uscita di un nuovo singolo inedito di matrice indie elettropop  intitolato "Un'altra estate" previsto per il 28 maggio 2018.  Il brano fa emergere, in parallelo alla sua attività nella dance music, la sua intrinseca vena pop cantautoriale.
A Dicembre 2018 Roby pubblica “Pioggia di Stelle”, una ballad elettropop 80’s che nel Febbraio 2019 ha luce anche in una versione intima pianoforte e voce.
A febbraio 2019 collabora con DJ Jump nell'album Back to the Feat coscrivendo ed interpretando il brano "I Ragazzi Del 2090."
Nell'estate 2019 esce  “Verso il mare (Sweet Harmony)”, cover della celebre hit anni '90 dei The Beloved  in una veste assolutamente personalizzata e attualizzata da Roby attraverso un testo inedito da lui scritto.
Il 24 Luglio 2020 esce il singolo "Fiesta (la luna)", brano inedito (scritto con Alex Leblanc)
Nell'autunno 2022 esce “Sunshine of love”, brano inedito (scritto e prodotto con Alex Leblanc).
Nell'estate 2023 esce il singolo "Sabato notte", brano inedito (scritto e prodotto con Alex Leblanc) che all'interno ha il featuring vocale di LIAM.

## Discografia
- 2003 - Tanz bambolina
- 2004 - Rendez vous
- 2004 - The Castle
- 2005 - Future Mind
- 2006 - Arcobaleno
- 2009 - Ridere e Volare
- 2010 - Pioggia Nucleare (EP)
- 2012 - Explode (ft Beatgeil)
- 2014 - Enjoy The Night (Roby Rossini & Panico ft. Steven May)
- 2015 - Pupa
- 2018 - Un'altra estate
- 2018 - Pioggia di stelle
- 2019 - I ragazzi del 2090 ( Dj Jump & Roby Rossini)
- 2019 - Verso il mare (Sweet harmony)
- 2020 - Fiesta (la luna)
- 2022 - Sunshine of love
- 2023 - Sabato notte (feat. Liam)

## Radio
- dal 2012 - Superdeejay Manà, Radio Manà Manà
- Dal 2011 al 2014 Roby ha condotto i programmi in fascia quotidiana i programmi “superdeejay manà” , “da paura crazy box” , “supersurf “ & “unimanaband”.  in onda su Radio Manà Manà